# アウトバーン 52
アウトバーン 52（ドイツ語: Bundesautobahn 52, BAB 52 または A 52）はドイツの高速道路、アウトバーンの一路線である。
西のオランダ国境、ニーダークリュヒテン付近から東のマールまで97 kmの路線を持つ地方道路である。2018年現在、3つの区間に分断されている。最終的な長さは113 kmと計画されている。
3つの区間は次の通りである。
- ニーダークリュヒテン - デュッセルドルフ
- デュッセルドルフ - エッセン
- グラットベック - マール